# Yakitori

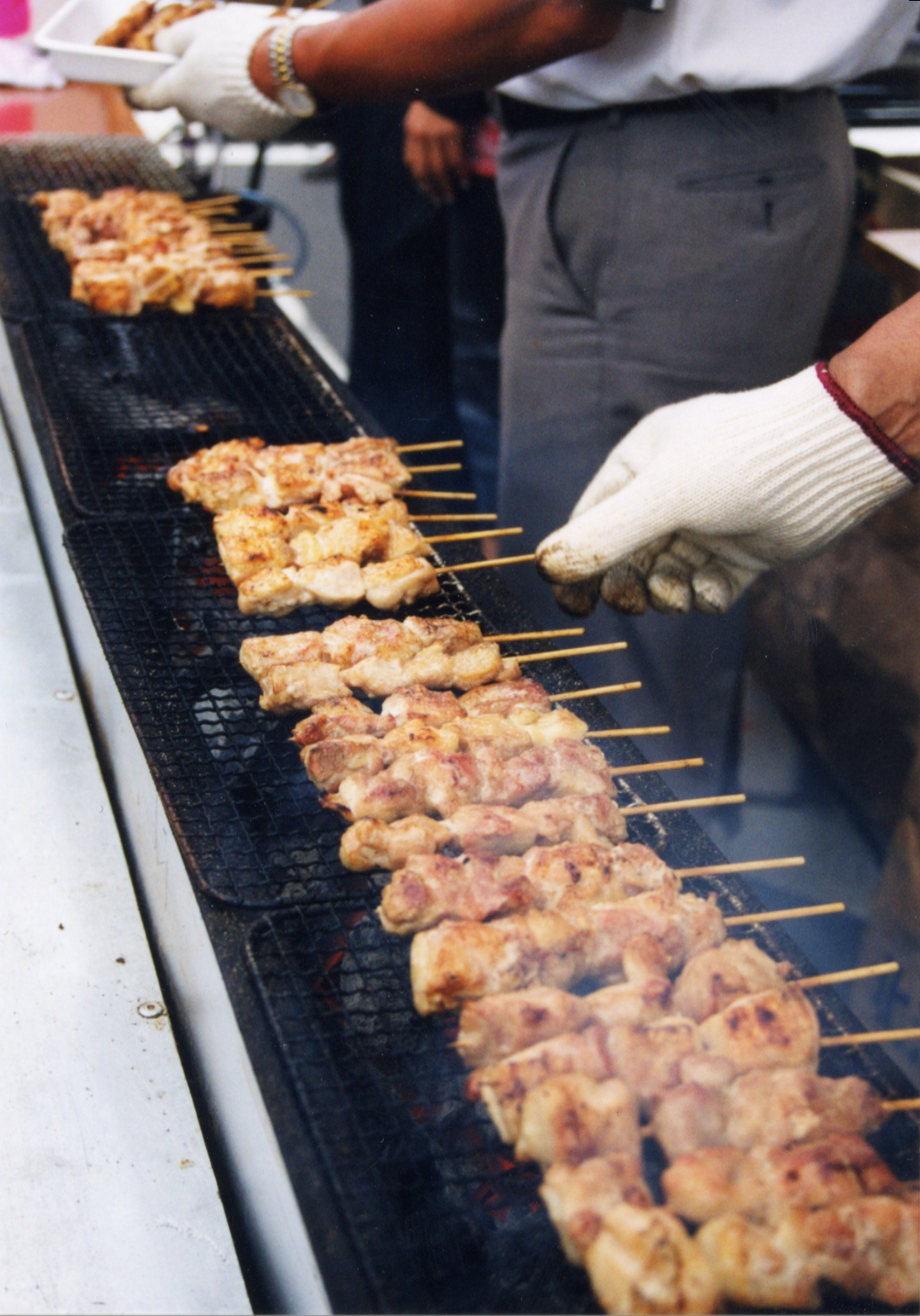
Yakitori op de grill

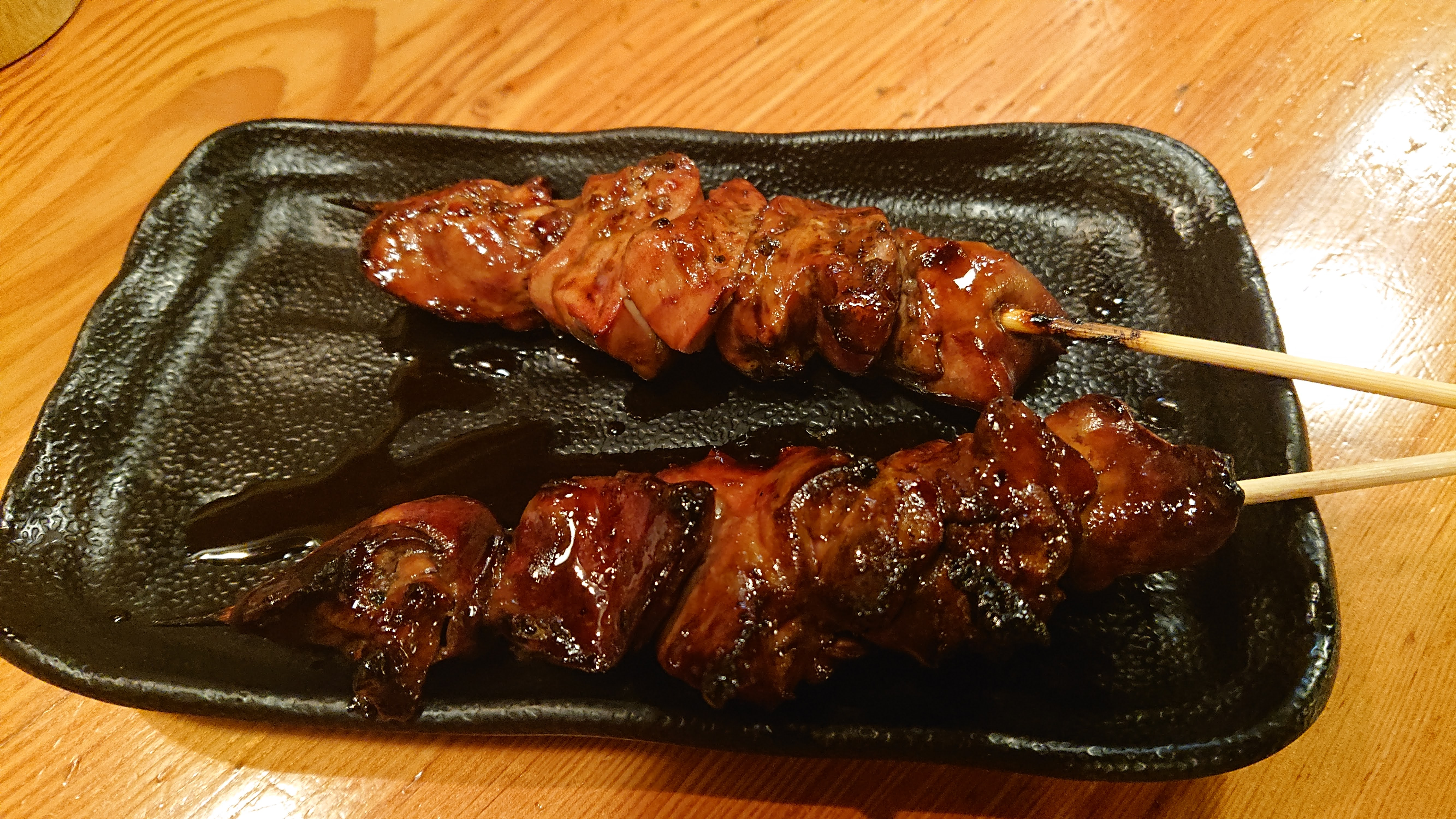
Yakitori van kippenlever

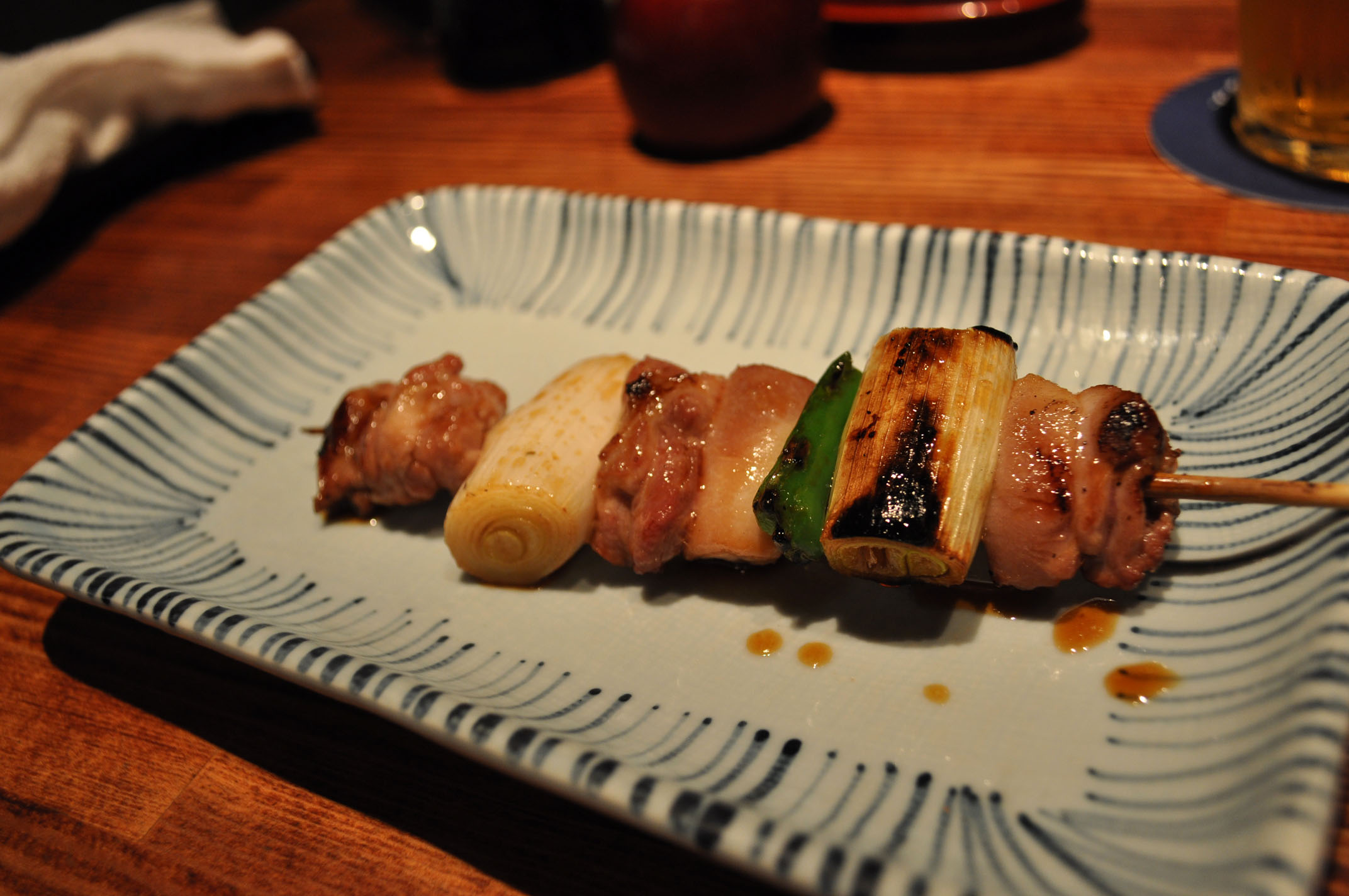
Negima: kippendij en ui

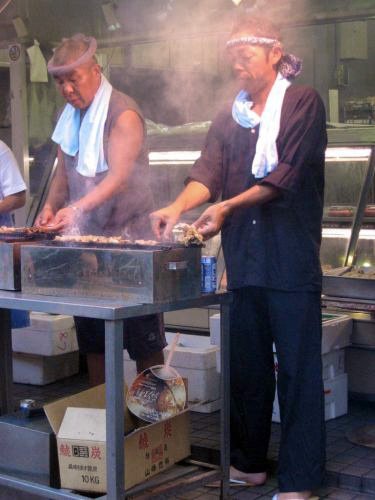
Yakitori-bereiding in Tokio, 2003

Yakitori (Japans: 焼き鳥) is een Japanse vorm van gespiesd kippenvlees. Tijdens de bereiding wordt het vlees gespiesd aan een kushi (串), een type braadspit gemaakt van staal, bamboe of soortgelijk materiaal. Daarna wordt de yakitori gegrild boven een houtskoolvuur. Ook wordt de yakotori gekruid met taresaus of zout.

## Bereiding
Traditioneel wordt yakitori bereid op een draagbare houtskoolgrill. Deze methode wordt vaak toegepast bij yatai (eetkraampjes), hoewel restaurants soms vaste grills of de hoogwaardiger binchōtan-houtskool gebruiken.
Thuis wordt gebruikgemaakt van de takujō konro (卓上コンロ, "mini-griller") of de yakitori-ki (焼き鳥器, "yakitori-apparaat"). Yakitori-ki zijn kleine elektrische apparaten met een verwarmingselement vergelijkbaar met die van een broodrooster.
Om de bereiding te vergemakkelijken, wordt het kippenvlees in kleine stukken van gelijke grootte gesneden en dan gespiesd aan de kushi. Voor het braden is houtskool het populairste middel, aangezien er hete vlammen ontstaan zonder waterdamp. Hiermee kan het vlees snel bereid worden en krijgt de yakitori een knapperige korst. Hittebronnen op basis van gas en elektriciteit kunnen weliswaar worden gebruikt, maar resulteren in andere aroma´s en texturen.

## Kruiden
Om smaak toe te voegen aan yakitori kan enerzijds worden gebruikgemaakt van puur zout. Anderzijds kan de zout-zoete taresaus worden gebruikt, die bestaat uit mirin, sake, sojasaus en suiker. Andere gangbare kruiden zijn cayennepeper, shichimi, zanthoxylum piperitum (Japanse peper), zwarte peper en wasabi.

## Verkoop
Yakitori-ya (焼き鳥屋) zijn kleine winkels gespecialiseerd in yakitori. Meestal hebben zij de vorm van een compacte winkel met uitsluitend een afhaalmogelijkheid, maar restaurants met zitplaatsen en restaurantketens zijn eveneens populair.
Yakitori wordt bovendien geserveerd in izakaya´s (cafés) en wordt ook voorgekookt, ingeblikt en in vacuüm diepvriesverpakkingen verkocht.

## Voorbeelden
Yakitori bestaat in vele vormen, waaronder:
- momo (もも), kippendij
- hasami (はさみ), spiermaag
- Sasami (ささみ), kippenborst
- negima (ねぎま), kip en lente-ui
- tsukune (つくね), kipgehaktballen
- (tori)kawa ((とり)かわ), kippenhuid, gegrild totdat deze knapperig is
- tebasaki (手羽先), kippenvleugels
- bonjiri (ぼんじり), kippenstaart
- shiro (シロ), dunne darm van de kip
- nankotsu (なんこつ), kippenkraakbeen
- hāto / hatsu (ハート / ハツ) of kokoro (こころ), kippenhart
- rebā (レバー), kippenlever
- sunagimo (砂肝) of zuri (ずり), kippenspiermaag
- toriniku (鶏肉), al het witte vlees op een braadspit
- yotsumi (四つ身), stukken kippenborst